# چراغ‌کوسه هند غربی
چراغ‌کوسه هند غربی (نام علمی: Etmopterus robinsi) نام یک گونه از راسته خاردارکوسه‌سانان است.